# Exaeretia umbraticostella
Exaeretia umbraticostella is een vlinder uit de familie van de Platlijfjes (Depressariidae). De wetenschappelijke naam van de soort is voor het eerst voorgesteld door Thomas de Grey Walsingham in een publicatie uit 1881. 
De spanwijdte bedraagt 16 tot 19 millimeter.
De soort komt voor in British Columbia en de Verenigde Staten..